# Confluphyllia juncta
Confluphyllia juncta är en korallart som beskrevs av Stephen D. Cairns och Zibrowius 1997. Confluphyllia juncta ingår i släktet Confluphyllia och familjen Caryophylliidae. Inga underarter finns listade i Catalogue of Life.